# Panax wangianus
Panax wangianus är en araliaväxtart som beskrevs av Siang Chung Sun. Panax wangianus ingår i släktet Panax och familjen Araliaceae. Inga underarter finns listade.